# Menidia peninsulae
Menidia peninsulae är en fiskart som först beskrevs av Goode och Bean, 1879.  Menidia peninsulae ingår i släktet Menidia och familjen Atherinopsidae. IUCN kategoriserar arten globalt som livskraftig. Inga underarter finns listade i Catalogue of Life.